# 남태기
남태기(南泰耆, 1699년~1763년)는 조선의 문신이다.

## 생애
1732년, 정시 문과에 을과로 급제해 주서·전적·병조좌랑·정언을 역임하고 북도병마평사감이 되어 북관편의(北關便宜) 13조를 논했다.
이후 이조좌랑으로서 《속대전》을 수찬했며, 보덕·집의를 거쳤다. 1753년에는 의주부윤으로 백마산성의 외성을 수축하는 일을 맡았으며, 이후에도 황해도감사, 도총관, 병조·형조참판, 한성부좌우윤 등을 거쳐 1762년 예조판서 겸 내의원제조를 역임했다. 이후에는 벼슬을 내려놓고 고향에 돌아가 제자들을 가르치는 일을 맡았다.